# 遠藤寿三
遠藤 寿三（えんどう じゅぞう）は、日本の経済学者。第7代台北高等商業学校校長。

## 人物・経歴
鳥取県西伯郡名和村生まれ。1906年東京高等商業学校（現一橋大学）本科卒業。久留米市立久留米商業学校教諭、大日本帝国陸軍三等主計、広島県立広島商業学校教諭、台湾総督府高等商業学校教授などを経て、1922年に1年間イギリス及びドイツに在留研究員として留学した。1937年から台北高等商業学校校長を務め、1941年に紀元二千六百年祝典記念章を受章。1945年に退官し、同年特旨を以て正四位に叙された。

## 著作
- 『商業学校法律教科書 巻上』宝文館 1928年
- 『商業学校法律教科書 巻下』宝文館 1928年

### 編書
- 『臺北高等商業學校開校十周年記念論文集』臺彎総督府臺北高等商業學校 1930年
- 『Bibliography of the Far Eastern tropics』臺北高等商業學校南支南洋經濟研究會 1938年